# Lócs, Vas
Lócs  este un sat în districtul Kőszeg, județul Vas, Ungaria, având o populație de 120 de locuitori (2011). 

## Demografie
Componența etnică a satului Lócs
     Maghiari (89,83%)
     Germani (10,17%)
Componența confesională a satului Lócs
     Romano-catolici (80,83%)
     Fără religie (7,5%)
     Luterani (3,33%)
     Reformați (2,5%)
     Necunoscută (5,83%)
Conform recensământului din 2011, satul Lócs avea 120 de locuitori. Din punct de vedere etnic, majoritatea locuitorilor (89,83%) erau maghiari, cu o minoritate de germani (10,17%).  Din punct de vedere confesional, majoritatea locuitorilor (80,83%) erau romano-catolici, existând și minorități de persoane fără religie (7,5%), luterani (3,33%) și reformați (2,5%). Pentru 5,83% din locuitori nu este cunoscută apartenența confesională.